# Momotus mexicanus
Momoto-mexicano ou udu-de-coroa-acastanhada (Momotus mexicanus) é uma espécie de ave da família Momotidae.
Pode ser encontrada nos seguintes países: Guatemala e México. Os seus habitats naturais são: florestas secas tropicais ou subtropicais, florestas subtropicais ou tropicais húmidas de baixa altitude e florestas secundárias altamente degradadas.